# Chrysochroa viridisplendens
Chrysochroa viridisplendens – gatunek chrząszcza z rodziny bogatkowatych, podrodziny Chrysochroinae i plemienia Chrysochroini.

## Taksonomia
Gatunek ten opisał w 1898 roku Andre Théry.

## Opis
Duży bogatkowaty, osiągający od 40 do 50 mm długości ciała. Wyglądem zbliżony jest do Chrysochroa mniszechii, od którego różni się tym, że żółty poprzeczny pas u podstawy pokryw nie zbiega po ich krawędziach ku wierzchołkowi. Innym podobnym gatunkiem jest Ch. margotana.

## Występowanie
Gatunek ten jest endemitem Tajlandii.